# 大般涅槃经 (上座部)
南传上座部佛教的《大般涅槃经》，此经在上座部佛教的巴利語《巴利大藏经》中收于长部尼柯耶第十六经，相当于汉译《长阿含经》中的《遊行经》。该经主要是叙述佛陀（释迦牟尼）入涅槃前三个月的最後遊行教化，以及涅槃后八国分得舍利供养的情形。

## 版本
在《大正藏》中的各版本為：
- 《長阿含·遊行經》（DA 2）（長阿含經由佛陀耶舍口誦，竺佛念傳譯）
- 《根本說一切有部毘奈耶雜事》卷三十五 （页面存档备份，存于） 至卷三十九 （页面存档备份，存于） （義淨三藏譯）
- 《大般涅槃經》三卷本（智昇《開元釋教錄》錄為東晉法顯譯[2]。有人認為從譯語來看，本經非法顯譯。[3]）
- 《佛般泥洹經》兩卷本（智昇《開元釋教錄》錄為西晉白法祖[4]譯[5]。此譯本與兩卷本《般泥洹經》相近。[3]）
- 《般泥洹經》兩卷本（智昇《開元釋教錄》錄為失譯附東晉錄[6]。按僧祐所撰《釋迦譜》的引文及《出三藏記集》的記載，本經當為支謙譯。[7] ）

本經存有梵語本，題為《Mahāparinirvāṇa Sūtra （页面存档备份，存于）》，在吐魯番發現，和義淨本大致相合。

## 內容與結構
此經共有五誦，闡述佛陀預示跋耆衰落及僧團會衰落的原因開始，至第五誦關於世尊入湼槃及八王分舍利而止。
- 第一誦: 世尊預示跋耆國的興盛與衰落的條件，由此引說比丘僧團的興盛與衰落的條件。若要僧團不衰退，共有四十一種條件。接著是舍利弗作獅子吼的原因。接著是談及居士戒行好的益處與不好的過患。接著是世尊對波託離村的預言。接著是摩揭陀大臣供養佛陀及僧團。在此經中，佛陀展示神通過河。
- 第二誦: 簡述四聖諦、認為自己已入流的，可參照法鏡驗證是否真是聖者、妓女菴婆巴利供養佛陀及僧團、佛陀示疾及病後開示，勸導修習者要以自己為明燈，做自己的皈依處。
- 第三誦: 魔羅請佛入滅、闡述世間八種地震的原因、八大眾、八勝地、八解脫、回憶邪惡者請世尊入滅、阿難請世尊長住而被拒。
- 第四誦: 重要的四大教法、純陀供佛及佛陀得痢疾，佛陀慈悲吩咐阿難清除純陀的懊悔。
- 第五誦: 天人的供養及佛陀認為對佛的最高供養、交代對如來舍利的處置方式、安慰阿難及讚賞阿難的四種稀有特質、佛陀收了最後一位弟子須跋陀、佛滅後要以法與戒為師、世尊入涅槃的情況及八王分舍利。

## 成經年代
此經提及佛將入滅時，有一弟子名須跋陀（與佛滅前成為最後一個弟子同名），向眾宣說“佛陀生前制很多戒，讓人煩擾，佛入滅後，我們就可不守戒而解脫了”。正其時，迦葉尊者路過聽見，深感佛理有可能被人誤解，故認為有必要招開結集法與律的全體大會，共同審議佛所教的法與律。而律藏中的〈大品〉亦提及第一次集會，阿難被問“何者是小小戒？”，正好對應此經的第六誦第三節。
本經的最原始部份是在第一次結集時已誦出，但分析巴利語結構，部份是半摩揭陀語，故少部份的句子是後世才加入的。這跟巴利經是以口誦記憶，至佛滅四百年才在錫蘭的阿魯維哈羅（Aluvihāra）石窟被書寫記錄下來相關。南傳《大般涅槃經》以緬甸流傳的較好。

## 巴漢譯本
- 南傳大般涅槃經，巴宙譯
- 巴利文翻譯組學報創刊號（兩個版本），志蓮淨苑
- 南傳長部經典·大槃涅槃經第十六，江鍊百據日譯本重譯
- 漢譯巴利長部，北京大學師生，中華書局

## 外部連結
- 大般涅槃經/長部16經/般涅槃大經 Mahāparinibbānasuttaṃ （府城佛教網） （页面存档备份，存于）